# 伯耆流星野派
伯耆流星野派（ほうきりゅうほしのは）は、岩国の片山伯耆流（片山流）が熊本の星野家に伝わった系統である。現在広く行われている伯耆流居合術は、この星野派の業である。ただし伯耆流と称しており伯耆流星野派とは名乗っていない。（近年では一部の師範が伯耆流星野派という名称を用いている）

## 歴史
熊本藩には、片山久安（片山伯耆流流祖）の弟子である浅見一無斎によって片山流が伝えられたとされる。しかし、開祖の子孫である岩国の片山家と熊本藩の野田・熊谷（伯耆流熊谷派）・星野などの伯耆流居合師家との間に全く交流が無いこともあり、両者の業は大きく異なっていった。さらに熊本系の中でも派ごとに異なる業に変質していった。この結果、少なくとも江戸時代中期以降には熊本系の業は片山家の業とは大きく異なったものになっていた。
安永5年（1776年）、熊本藩の伯耆流居合師家・星野実員（星野角右衛門）は、宗家に当たる岩国藩の片山家に数日間の武者修行に訪れ、宗家との親交を復活させ、星野道場では片山家の業の一部も伝えられるようになった。その後も実員の養子・星野実寿（星野龍介）も片山家で修行し、星野道場で伝えられる片山家の業の数が増した。また、星野家は熊本藩の薙刀師家（楊心流長刀）と柔術師家（四天流組討）でもあったため、星野家の系統では楊心流薙刀術・四天流柔術が併伝されるようになった。
昭和19年（1944年）に宗家である片山家が道場を閉鎖した後も星野道場は続いたが、第12代の星野宣敏は大阪府に移住し、星野家による伝承は熊本では途絶えた。星野宣敏は大阪移住後にも伯耆流を指導し、大阪移住後の弟子である兵庫県の加納武彦が道統を継承した。また、京都府を中心に近畿地方には星野九門の門下とされる、熊本県出身で京都大学教授・弁護士であった大野熊雄（久磨夫）の系統とし大野派伯耆流を称する系統もある。
現在では、星野宣敏と加納武彦が指導した兵庫県・大阪府や、熊本県出身の吉澤一喜によって星野派が伝えられた京都府、星野道場がかつてあった熊本県などで伝承されている。現在の伯耆流星野派では熊本系独自の業である表の抜き6本、中段の抜き9本のみを演武で公開しているが、それらを学んだ後に、表五箇条から始まる片山家で教えられていた内容を学ぶことになっている。

## 業
- 表

押へ抜 　小手切 　切付 　抜留 　突留 　四方金切
- 中段

膝詰 　胸之刀 　追掛抜　 返リ抜　 一乍足 　向詰 　長廊下 　切先返 　四方詰